# Lenorenwald
Koordinaten: 53° 57′ 18″ N, 11° 3′ 53″ O

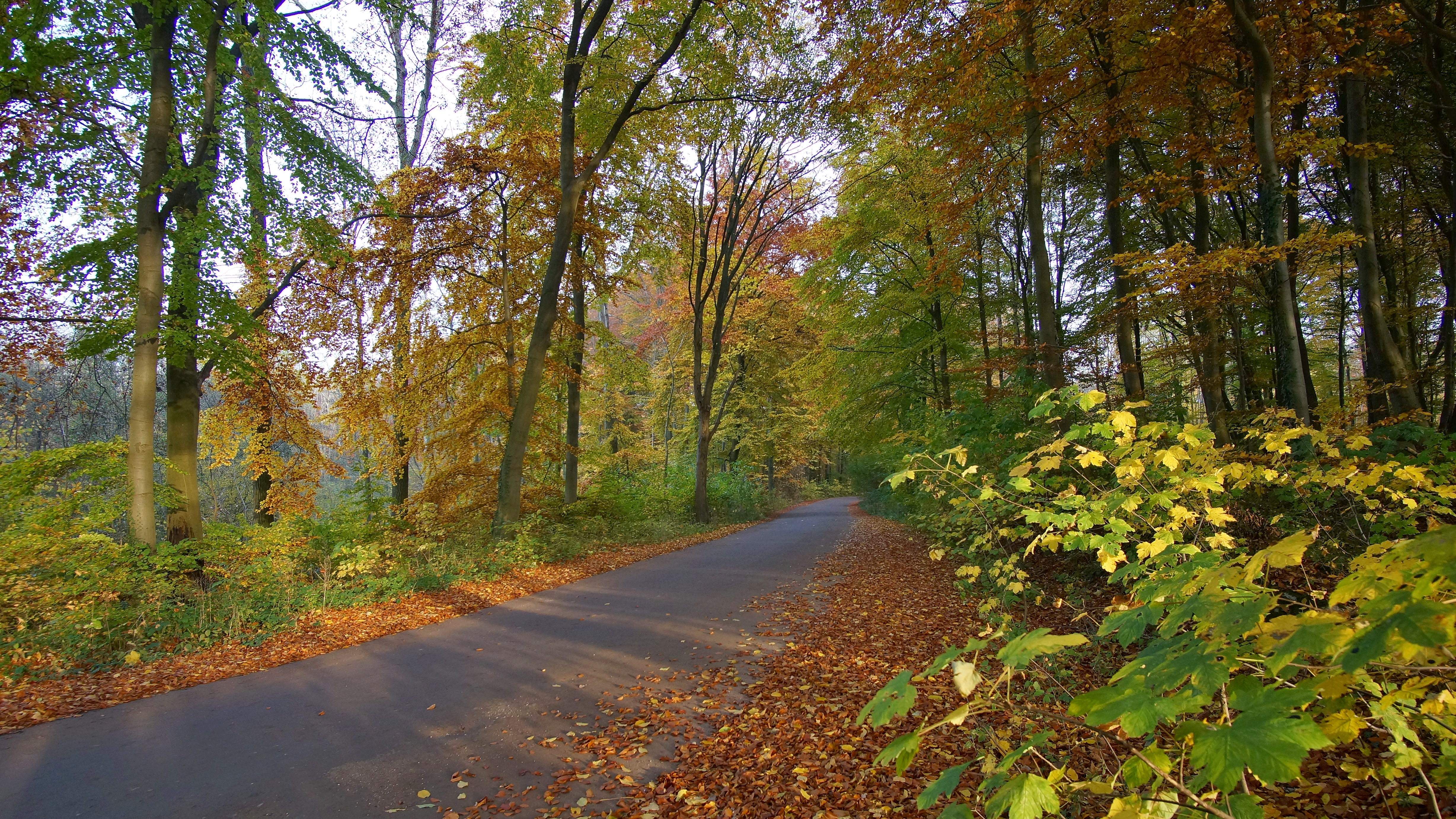
Lenorenwald (November 2015)

Der Lenorenwald ist ein Landschaftsschutzgebiet auf dem Gebiet der Gemeinden Kalkhorst und Roggenstorf und der Stadt Klütz im Landkreis Nordwestmecklenburg in Mecklenburg-Vorpommern.
Das 2600 ha große Gebiet, das im Jahr 2001 ausgewiesen wurde, erstreckt sich östlich und südlich des Kernortes Kalkhorst. Südlich schließt sich direkt das 33 ha große Naturschutzgebiet Pohnstorfer Moor an.
Die hohe Bodenbonität führte zu einer fast vollständigen Entwaldung des Klützer Winkels. Der Lenorenwald ist das letzte verbliebene und mit Abstand größte geschlossene Waldgebiet des Klützer Winkels, da er sich mit seinen überwiegend moorigen und feuchten Standorten nicht für die Umwandlung in landwirtschaftliche Nutzfläche eignete. Er liegt südlich des Hohen Schönbergs auf Klütz zu und ist bekannt für zwei recht ungewöhnliche Bäume: völlig artfremd stehen zwei große nordamerikanische Mammutbäume im Forst und stellen neben Hünengräbern und wendischen Burgwällen so etwas wie ein Wahrzeichen dar.